# Karl Heinz Büchel
Karl Heinz Büchel (* 10. Dezember 1931 in Beuel; † 11. Januar 2020) war ein deutscher Chemiker und Mitglied des Vorstands der Bayer AG.
Büchel studierte an der Universität Bonn und wurde dort 1958 promoviert. Anschließend war er Assistent und fünf Jahre lang in der Forschung bei Royal Dutch Shell. Er war ab 1966 im wissenschaftlichen Hauptlabor der Bayer AG, war ab 1971 Leiter der chemischen Forschung zum Pflanzenschutz in Elberfeld und leitete ab 1975 das Hauptlabor. 1976 wurde er Direktor und leitete die zentrale Forschung der Bayer AG. 1977 bis 1994 war er Vorstandsmitglied und unter anderem zuständig für Forschung und Entwicklung. 1995 ging er in Pension.
Er hielt ab 1973 Vorlesungen über organische Chemie an der RWTH Aachen und war dort ab 1975 Honorarprofessor. Ab 1989 lehrte er auch als Honorarprofessor an der Universität Bonn. Er war habilitiert.
Er war Mitentwickler des sehr erfolgreichen Mittels gegen Pilzinfektionen Clotrimazol (ab 1973 in Deutschland als Canesten zugelassen) bei Bayer. Dessen Synthese 1967 war die erste einer ganzen Klasse neuer Fungizide und Antimykotika, den Conazolen. Auch an weiteren Pflanzenschutzmitteln, Insektiziden und Mitteln gegen Pilze war er beteiligt (Bayer Produkte Mycospor, Bayleton, Baytan, Baycor, Peropal, Goltix, Folicur).
Büchel war mehrfacher Ehrendoktor (u. a. 1985 Bielefeld, TU München (1981).) 2003 wurde er Ehrenbürger der Universität Bonn. Darüber hinaus wurde Büchel Mitglied der Akademie der Wissenschaften und der Literatur Mainz und seit 1994 der Leopoldina. In den 2010er Jahren war er noch Mitglied im Verwaltungsrat der Universität Bonn.
Büchel war Mitherausgeber des Houben-Weyl, dem Handbuch „Methoden der Organischen Chemie“ und Standardwerk der chemischen Literatur.
Am 25. November 1993 wurde Büchel mit dem Verdienstorden des Landes Nordrhein-Westfalen ausgezeichnet und er war Träger des Bundesverdienstkreuzes 1. Klasse.
Privat sammelte Büchel Briefmarken.

## Schriften (Auswahl)
- Herausgeber: Pflanzenschutz und Schädlingsbekämpfung, Georg Thieme 1994
- mit Hans-Heinrich Moretto, Peter Woditsch Industrielle Anorganische Chemie, Wiley-VCH, 3. Auflage 1999 (die 4. Auflage von 2013 ist völlig überarbeitet und von Martin Bertau, Armin Müller, Peter Fröhlich und Michael Katzberg)
  - englische Ausgabe Industrial Inorganic Chemistry, 2. Auflage, Wiley-VCH 2000